# John Alfred Ryle

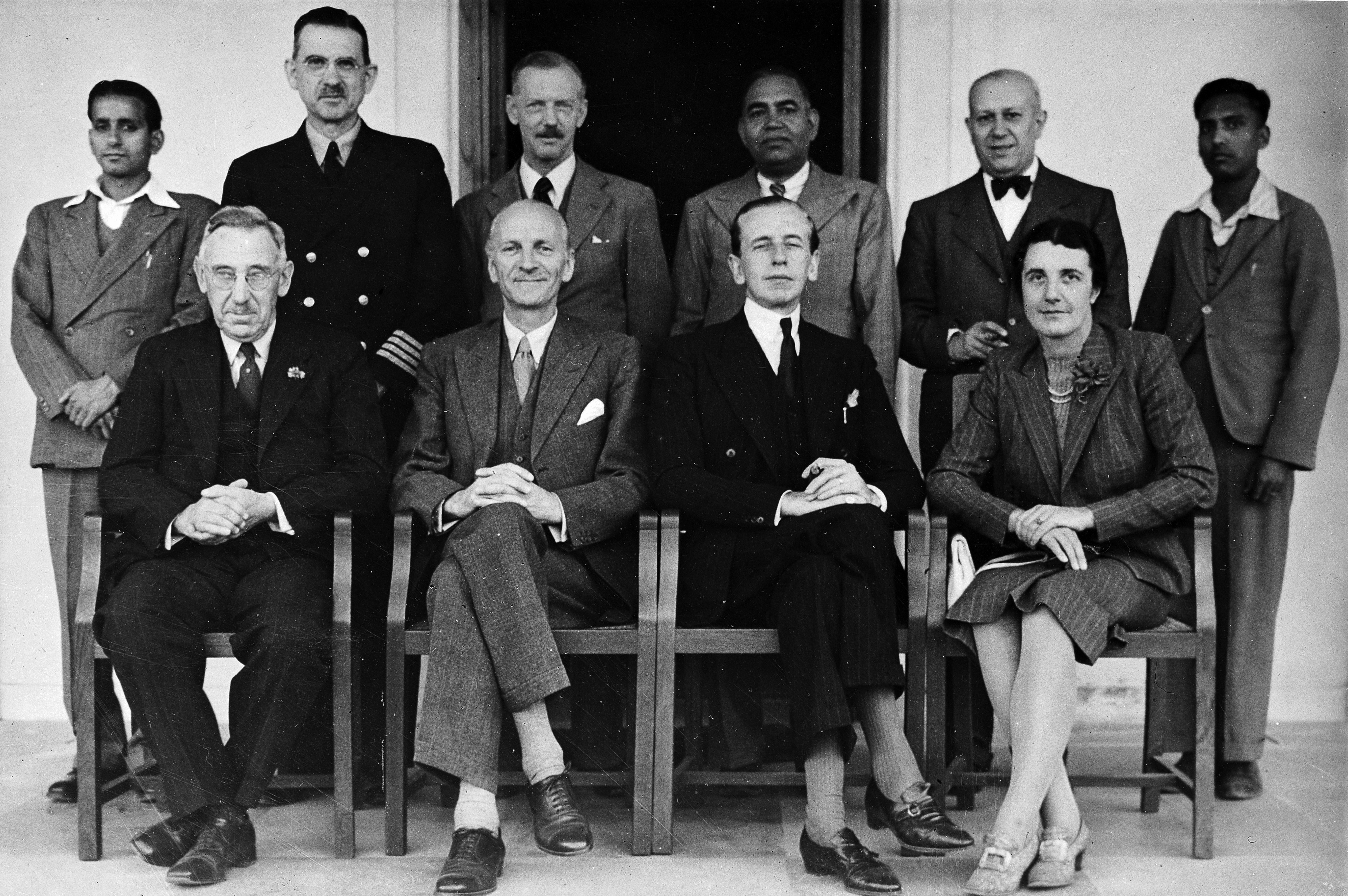
Stehend. Zweiter von links: Joseph W. Mountin, zweiter von rechts: Henry E. Sigerist. Sitzend: Von links nach rechts: John H. L. Cumpston, John Alfred Ryle, Weldon Dalrymple-Champneys und Janet Vaughan. --- Vor einer Klinik in Lahore 1944.

John Alfred Ryle (* 12. Dezember 1889 in Brighton; † 27. Februar 1950 in Sussex) war ein britischer Arzt.

## Leben und Wirken
In Brighton als Sohn des Arztes R. J. Ryle geboren, erhielt er seine Ausbildung am Brighton College und studierte Medizin am Guy’s Hospital mit Abschluss im Jahr 1912. Im Rang eines Captain diente er 1914 bis 1919 dem «Royal Army Medical Corps» in Frankreich und Belgien. Er kehrte anschließend als Assistenzarzt ans Guy’s Hospital zurück, wo er 1920 zum Prosektor in der Pathologie gewählt wurde. Bekannt wurde er durch fundierte wissenschaftliche Untersuchungen auf den Gebieten der Magen-Darm-Erkrankungen und der Herz-Kreislauf-Erkrankungen. 1932 wurde er Arzt des Königlichen Haushalts und er wurde 1936 zum Außerordentlichen Arzt des Königs ernannt.

### Cambridge
Von 1935 bis 1942 war Ryle Regius Professor of Physic in Cambridge. Zeitbedingt wandte er sich politisch mehr und mehr der Linken zu und wurde Pazifist und Antifaschist. Er unterstützte die republikanische Bewegung in Spanien, insbesondere durch Unterstützung von Flüchtlingen. 1940 bewarb er sich vergeblich um einen Platz im Parlament. Intensiv förderte er die Anliegen des «Anglo-Soviet Medical Committees», dessen Gründungsmitglied er war.

### Oxford
1943 wurde für ihn am Nuffield College in Oxford eine Professur für Sozialmedizin eingerichtet. Ryle hinterfragte als einer der ersten die Sinnhaftigkeit einer Medizin, die mehr mit der Heilung als mit der Verhinderung von Krankheiten befasst war. Seine Lösung war es, die Medizin wieder als humanistische Wissenschaft zu etablieren, und sie von der ausschließlichen Apparatemedizin zu lösen, die damals freilich noch nicht so genannt wurde.

### Bhore Committee
Im Herbst 1944 wurde Ryle von der Indischen Kolonialregierung eingeladen, in einer Gruppe von ausländischen Ärzten das Land zu bereisen und die Strukturen des dortigen Gesundheitswesens zu analysieren. Diese Analyse diente dem indischen «Bhore Committee», das 1943 von Sir Joseph William Bhore (1878–1960) gegründet wurde, als Argumentationshilfe für einen 1946 abgeschlossenen Report mit Empfehlungen zum Aufbau eines strukturierten Gesundheitssystems in Indien.

## Werke
- Zusammen mit A. Stokes und W. H. Tytler. Weil’s disease (Spirochaetosis ictero-hämorrhagica) in the British Army in Flanders. In: The Lancet, 27. Januar 1917 (Digitalisat)
- The natural history of disease. Oxford University Press, Oxford 1936, 2. Auflage 1948 (Digitalisat)
- Forty years of physiology and pathology. In: Backgroud to modern science. Ten lectures at Cambridge arranged by the History of Science Committee 1936. Cambridge University Press 1938, S. 145–166 (Digitalisat)
- Fears may be Liars. 1941
- Social Medicine. In: British Medical Journal, 27. Juni 1942, S. 801
- Changing Disciplines: Lectures on the History, Method, and Motives of Social Pathology. Oxford University Press, Oxford 1948